# 坂城町立村上小学校
坂城町立村上小学校とは、長野県埴科郡坂城町にある公立小学校である。

## 沿革
- 1873年　六郷学校（網掛・上平・上五明・力石・新山・上山田村）が発足
- 1874年　村上学校（六郷学校より分離独立　網掛・上平村）
- 1875年　五明学校（六郷学校より分離独立　上五明村）
- 1879年　村上学校（網掛・上平村）開校
- 1886年　五明学校を村上学校に編入
- 1889年　村上尋常小学校となる
- 1809年　現在の場所に移転
- 1915年   校歌制定
- 1941年　村上国民学校に改称
- 1947年　村上村立村上小学校に改称
- 1952年　校章制定
- 1960年　坂城町立村上小学校に改称
- 1979年　現在の校舎が完成
- 1993年　パソコン室を設置
- 2004年　開校130周年
- 2006年　ＮＨＫ合唱コンクール県大会参加
- 2007年　全日本合唱教育研究会全国大会に全校で参加
- 2008年　体育館耐震化工事完了
- 2012年　校舎耐震改修工事竣工
- 2014年　創立140周年
- 2015年　校歌制定１００周年記念式典。校歌の歌詞が書かれた緞帳を設置[1]。

## 校歌
作詞:浅井洌
作曲:青木友忠
1.源清く　末遠き

　千曲の川を  前にせる

　村上むらは　所から

　人の心も　すなおにて

　かせぎの道に　いそしめば

　学びの業も　栄ゆなり

2.芳野の山の　花と散り

　越路の雪に　埋みても

　知るきその名は　世に絶えず

　残る古城に　み社に

　今も言いつぎ　語りつぎ

　ありし昔を　しのぶなり

3.千曲の水の　清ければ

　さやけき月の　影ぞ澄む

　人も心の　正しくば

　やがてそうらん　身の光

　花の朝も　月の夜も

　励め学びの　窓の友